# ۸۰۹ (خورشیدی)
۸۰۹ هشتصد و نهمین سال هجری خورشیدی است.

## رویدادها
کتابت شاهنامهٔ بایسنقری که یکی از نسخه‌های قدیمی و بسیار ارزشمند شاهنامه فردوسی در سطح جهان است که از دید کتاب‌آرایی و ارزش‌های هنری از اهمیت فراوانی برخوردار است. این کتاب ارزشمند و نفیس، ۲۲ نقاشی نگارگری به سبک هرات دارد و به سفارش شاهزاده بایسنقر میرزا (فرزند شاهرخ و نوهٔ تیمور گورکانی) تهیه شده‌است. (برابر با ۸۳۳ قمری)